# Championnat d'Aruba de football 2012-2013
Navigation
Saison précédente Saison suivante
La saison 2012-2013 du Championnat d'Aruba de football est la vingt-septième édition de la Division di Honor, le championnat de première division à Aruba. Les dix meilleures équipes de l'île sont regroupées au sein d’une poule unique où elles s’affrontent au cours de plusieurs phases, avec des qualifications successives, jusqu'à la finale nationale. En fin de saison, le dernier du classement est relégué tandis que les 8e et 9e doivent prendre part à une poule de promotion-relégation.
C'est le SV La Fama qui est sacré cette saison après avoir battu le SV Britannia en finale. Il s’agit du tout premier titre de champion d'Aruba de l’histoire du club.

## Les clubs participants
- SV Racing Club Aruba
- SV Britannia
- SV Dakota
- SV Deportivo Nacional
- SV Bubali
- SV Caiquetio - Promu de Division Uno
- River Plate Aruba
- SV Estrella
- SV La Fama
- SV Sporting - Promu de Division Uno

## Compétition
Le barème utilisé pour établir le classement est le suivant :
- Victoire : 3 points
- Match nul : 1 point
- Défaite : 0 point

### Saison régulière
| Rang | Équipe                | Pts | J  | G  | N | P  | Bp | Bc | Diff |
| ---- | --------------------- | --- | -- | -- | - | -- | -- | -- | ---- |
| 1    | SV BritanniaC         | 37  | 16 | 11 | 4 | 1  | 33 | 11 | +22  |
| 2    | SV Deportivo Nacional | 30  | 16 | 9  | 3 | 4  | 36 | 23 | +13  |
| 3    | SV La Fama            | 29  | 16 | 8  | 5 | 3  | 34 | 23 | +11  |
| 4    | SV Racing Club ArubaT | 29  | 16 | 8  | 5 | 3  | 29 | 18 | +11  |
| 5    | SV Estrella           | 23  | 16 | 7  | 2 | 7  | 25 | 23 | +2   |
| 6    | SV Dakota             | 20  | 16 | 6  | 2 | 8  | 28 | 25 | +3   |
| 7    | River Plate Aruba     | 20  | 16 | 6  | 2 | 8  | 27 | 32 | -5   |
| 8    | SV Bubali             | 9   | 16 | 2  | 3 | 11 | 17 | 34 | -17  |
| 9    | SV CaiquetioP         | 5   | 16 | 1  | 2 | 13 | 10 | 50 | -40  |
| 10   | SV SportingP forfait  | 0   | 5  | 0  | 0 | 5  | 1  | 26 | -25  |

| Résultats (▼dom., ►ext.) | BRI | BUB | CAI | DAK | DEP | EST | LFA | RCA | RPA |
| SV Britannia             |     | 4-1 | 4-0 | 3-0 | 0-0 | 1-0 | 1-1 | 3-1 | 4-1 |
| SV Bubali                | 0-1 |     | 2-1 | 2-1 | 3-6 | 0-3 | 0-1 | 1-2 | 1-2 |
| SV Caiquetio             | 1-2 | 1-1 |     | 0-5 | 1-7 | 0-3 | 0-3 | 0-3 | 3-2 |
| SV Dakota                | 0-1 | 1-1 | 4-0 |     | 1-3 | 1-4 | 3-3 | 2-1 | 3-1 |
| SV Deportivo Nacional    | 2-1 | 2-1 | 2-1 | 1-2 |     | 4-1 | 2-4 | 2-2 | 2-0 |
| SV Estrella              | 1-2 | 2-1 | 1-1 | 2-1 | 1-2 |     | 0-2 | 0-2 | 3-2 |
| SV La Fama               | 1-1 | 2-2 | 5-0 | 0-3 | 2-0 | 0-1 |     | 2-4 | 2-1 |
| SV Racing Club Aruba     | 1-1 | 2-0 | 2-0 | 1-0 | 1-1 | 2-2 | 2-3 |     | 2-0 |
| River Plate Aruba        | 1-4 | 3-1 | 4-1 | 2-1 | 2-0 | 2-1 | 3-3 | 1-1 |     |

|  | Qualification pour le Calle 6                                                   |
|  | Participation à la poule de promotion-relégation                                |
|  | Forfait en cours de saison                                                      |
|  | T : Tenant du titre C : Vainqueur de la Coupe d'Aruba P : Promu de Division Uno |

### Calle 6
Les six clubs conservent les points acquis lors de la saison régulière. Ils ne se rencontrent qu'une seule fois lors de cette phase.
| Rang | Équipe                | Pts | J  | G  | N | P  | Bp | Bc | Diff |  | Résultats (▼ dom., ► ext.) | Bri | LaF | DNa | Rac | Est | Dak |
| ---- | --------------------- | --- | -- | -- | - | -- | -- | -- | ---- |  | -------------------------- | --- | --- | --- | --- | --- | --- |
| 1    | SV BritanniaC         | 49  | 21 | 15 | 4 | 2  | 43 | 20 | +23  |  | SV BritanniaC              |     |     | 1-5 |     |     | 2-1 |
| 2    | SV La Fama            | 36  | 21 | 11 | 6 | 4  | 41 | 28 | +13  |  | SV La Fama                 | 0-1 |     |     |     | 2-1 |     |
| 3    | SV Deportivo Nacional | 36  | 21 | 11 | 3 | 7  | 47 | 31 | +16  |  | SV Deportivo Nacional      |     | 2-3 |     | 1-2 | 1-2 |     |
| 4    | SV Racing Club Aruba  | 35  | 21 | 10 | 5 | 6  | 36 | 26 | +10  |  | SV Racing Club Aruba       | 2-4 | 0-1 |     |     | 0-1 |     |
| 3    | SV Estrella           | 29  | 21 | 9  | 2 | 10 | 31 | 31 | 0    |  | SV Estrella                | 1-2 |     |     |     |     | 1-3 |
| 4    | SV Dakota             | 24  | 21 | 7  | 3 | 11 | 34 | 34 | 0    |  | SV Dakota                  |     | 1-1 | 0-2 | 1-3 |     |     |

|  | Qualification pour le Calle 4     |
|  | C : Vainqueur de la Coupe d'Aruba |

### Calle 4
| Rang | Équipe                | Pts | J | G | N | P | Bp | Bc | Diff |  | Résultats (▼ dom., ► ext.) | LaF | Bri | DNa | Rac |
| ---- | --------------------- | --- | - | - | - | - | -- | -- | ---- |  | -------------------------- | --- | --- | --- | --- |
| 1    | SV La Fama            | 9   | 6 | 2 | 3 | 1 | 7  | 7  | 0    |  | SV La Fama                 |     | 1-1 | 3-1 | 1-1 |
| 2    | SV BritanniaC         | 8   | 6 | 2 | 2 | 2 | 11 | 8  | +3   |  | SV BritanniaC              | 0-1 |     | 5-1 | 1-3 |
| 3    | SV Deportivo Nacional | 8   | 6 | 2 | 2 | 2 | 10 | 14 | -4   |  | SV Deportivo Nacional      | 1-1 | 2-2 |     | 2-1 |
| 4    | SV Racing Club Aruba  | 7   | 6 | 2 | 1 | 3 | 10 | 9  | +1   |  | SV Racing Club Aruba       | 3-0 | 0-2 | 2-3 |     |

|  | Qualification pour la finale nationale |
|  | C : Vainqueur de la Coupe d'Aruba      |

### Finale nationale
La finale est jouée entre le SV Britannia et le SV La Fama, au meilleur des cinq matchs.
| Équipe 1     | Résultat | Équipe 2     |
| ------------ | -------- | ------------ |
| SV La Fama   | 1 - 2    | SV Britannia |
| SV Britannia | 1 - 3    | SV La Fama   |
| SV La Fama   | 1 - 1    | SV Britannia |
| SV Britannia | 0 - 2    | SV La Fama   |
| SV La Fama   | non joué | SV Britannia |

- Le SV La Fama remporte la série avec deux victoires.

### Poule de promotion-relégation
Les 8e et 9e de Division di Honor affrontent les 2e et 3e de Division Uno en barrage pour attribuer les deux dernières places en première division la saison prochaine. Chaque club rencontre deux fois tous ses adversaires. 
| Rang | Équipe                          | Pts | J | G | N | P | Bp | Bc | Diff |  | Résultats (▼ dom., ► ext.)      | Bri | Rac | Est | Dak |
| ---- | ------------------------------- | --- | - | - | - | - | -- | -- | ---- |  | ------------------------------- | --- | --- | --- | --- |
| 1    | SV Caiquetio                    | 13  | 6 | 4 | 1 | 1 | 14 | 7  | +7   |  | SV Caiquetio                    |     | 1-0 | 5-1 | 1-1 |
| 2    | SV Bubali                       | 10  | 6 | 3 | 1 | 2 | 11 | 5  | +6   |  | SV Bubali                       | 3-1 |     | 2-3 | 1-0 |
| 3    | SV Juventud Tanki Leendert (D2) | 5   | 6 | 1 | 2 | 3 | 8  | 14 | -6   |  | SV Juventud Tanki Leendert (D2) | 1-3 | 0-0 |     | 2-2 |
| 4    | SV Arsenal (D2)                 | 5   | 6 | 1 | 2 | 3 | 6  | 13 | -7   |  | SV Arsenal (D2)                 | 1-3 | 0-5 | 2-1 |     |

## Bilan de la saison
| Championnat d'Aruba de football 2012-2013 |                          |
| Champion                                  | SV La Fama (1er titre)   |
| Coupes et trophées                        |                          |
| Vainqueur de la Coupe d'Aruba 2012-2013   | SV Britannia             |
| Qualifications continentales              |                          |
| CFU Club Championship 2014                | Aucun                    |
| Promotions et relégations                 |                          |
| Promus en Division di Honor               | SV Independiente Caravel |
| Relégués en Division Uno                  | SV Sporting              |